# Umweltkompartiment
Ein Umweltkompartiment ist ein homogener Bereich in der Umwelt, beispielsweise Wasser (Hydrosphäre), Boden (Pedosphäre), Luft (Erdatmosphäre) oder die Erdkruste (Lithosphäre).
Der Begriff wird häufig in der Umweltchemie verwendet, etwa bei der Beschreibung der Verteilung eines Stoffes in der Umwelt. Für die Berechnung werden häufig Fugazitätsmodelle eingesetzt, die auf Parametern wie dem Octanol-Wasser-Verteilungskoeffizienten beruhen.